# Dinastia tulunidă
Dinastia tulunidă a fost o dinastie mamelucă de origine turcică și de confesiune sunită din timpul Califatului Abbasid. Aceasta a luat naștere în septembrie 868, o dată cu sosirea lui Aḥmad ibn Ṭūlūn ca guvernator al provinciei Fustāt în Egipt. Până la sfârșitul dinastiei, în ianuarie 905, aceasta s-a întins din Egipt până în Siria, Hejaz, Creta și Cipru, ajungând până la Valea Râului Iordan.

## Aḥmad Ibn  Ṭūlūn
Aḥmad Ibn Ṭūlūn s-a născut în septembrie 835 în Bagdad și a murit în martie 884 în Egipt, acesta fiind fondatorul dinastiei tulunide și primul guvernator musulman în Egipt care anexeaza Siria. Copil fiind, este luat sclav și plasat în serviciul privat al califului abbasid, în noua capitală, Samarra. , aflată la 125 de kilometri la nord de Bagdad.Ajunge în Fustāt ca urmaș al tatălui său vitreg, căruia Califul al-Mu'tazz îi oferise Egiptul drept apanaj. Misiunea sa era aceea de a menține controlul asupra guvernului și de a se asigura că nu au loc revolte pentru formarea unor noi provincii autonome.Tributul plătit insuficient i-a adus invazia trupelor califale, în 877, dar Aḥmad și-a menținut poziția prin ocuparea Siriei în 877. 
Domnia sa, care, timp de zece ani l-a ajutat să pună în ordine afacerile statului și să-și lărgească autoritatea administrativă prin ocuparea de noi teritorii și prin întemeierea unei noi capitale, la Qaṭāʾiʿ, a fost succedată de fiul său, Kḫumārawayh.

## Importanță
Sub conducerea lui Ibn Ṭūlūn, Egipt a obținut un loc proeminent în afacerile din Orientul Mijlociu, remarcându-se printr-o putere militară și politică diferită de cea din restul imperiului. Armata sa se baza pe sclavi multi-etnici din Sudan, Grecia și Turkistan și a reprezentat un model pe care îl vor urma și alți soldați sclavi implicați în uzurparea puterii, deformarea legitimității califului, încercarea de a construi o altă dinastie și alunecarea către facțiuni în interiorul armatei..
Totodată, noi reforme administrative și economice au fost introduse și îmbunătățite. Ibn Ṭūlūn și-a impus autonomia prin refuzarea de a plăti taxe către guvernul central abbasid de la Bagdad și s-a alăturat  comunității comerciale prin schimbarea sistemului fiscal. Sub dinastia tulunidă, s-au făcut de asemenea schimbări în domeniul infrastructurii agricole, sistemul de irigații fiind îmbunătățit. Sectorul cheie pentru producție, investiție și contribuție în comerțul mediteranean era reprezentat de textile.Tot în timpul dinastiei tulunide este construită și Moscheea lui Ibn Ṭūlūn, un obiect arhitectural unicat și totodată cea mai veche moschee din Cairo.
Kḫumārawayh, pe lângă decadența imperială pe care a adus-o dinastiei, s-a remarcat prin viața sa luxoasă pe care îi plăcea s-o trăiască. Grădinile, palatele, grajdurile uriașe de cai și petrecerile grandioase uimeau pe toată lumea. Totodată, a acordat o atenție deosebită educației și artei prin acordarea de burse de studiu celor defavorizați. Nunta fiicei sale cu un membru al familiei califale din Bagdad s-a păstrat în memoria colectivă până în perioada Imperiului Otoman, fiind consemnată în scrierile folclorice ale vremii.

## Vestigii culturale
Excavările făcute lângă rămășițele orașului Fustāt au scos la iveală influența stilul copt ce se împletea cu stilul mesopotamian al vremii.Obiectele de ceramică, țesăturile de mătase brodate pentru evenimente importante și monezile care purtau inscripția numelui lui Ibn Ṭūlūn stau drept mărturie pentru importanța pe care dinastia tulunidă ajunsese s-o aibă.
Moscheea lui Ibn Ṭūlūn rămâne însă cel mai deosebit edificiu arhitectural al dinastiei tulunide, și singurul care s-a păstrat până în zilele noastre.Aceasta a fost inspirată de stilul clădirilor din Samarra și după modelul Marii Moschei lui al-Mutawakkil.Designul său cuprinde elemente din decorul, copt, moscheea fiind construită în întregime din cărămizi coapte și tencuite, materiale rar folosite în Egipt la aceea vreme, dar populare în Irak. Aceasta mai cuprinde un minaret și două domuri, înconjurate de o curte în formă de pătrat.

## Căderea dinastiei
Căderea dinastiei a început o dată cu succedarea lui Ibn Ṭūlūn de către fiul său, Kḫumārawayh, în vârstă de douăzeci de ani, sub a cărui administrare, stabilitatea financiară și militară a statului a fost distrusă.Deoarece acestuia îi placea să ducă o viață lipsită de griji și costisitoare, la moartea sa, în 896, urmașului său nu i-au mai rămas nicio rezervă financiară pentru a-și putea plăti trupele.
Degradarea dinastiei a continuat și după preluarea puterii de către Abu l-Asākir Jaysh, fiul lui Kḫumārawayh. Lipsit de experiență, acesta a domnit aproximativ nouă luni, urmând ca după asasinarea sa, fratele său să-i succeadă.
Ultimii ani ai dinastiei au reprezentat o perioadă de slăbiciune și intrigi, în care sclavii reușiseră să dobândească o importantă autoritate administrativă. Intervenția tot mai deasă a trupelor imperiale a slăbit afacerile interne ale Egiptului. Abbasizii îi urau pe tulunizi. Existau cel puțin două motive pentru aceasta: intervenția tulunizilor în politica abbasidă și construirea capitalei Qaṭāʾiʿ, care semănând cu Samarra, simboliza pretențiile politice tulunide. Intervenția militară a lui Muhammad ibn Sulayman în Egipt, a distrus capitala Qata'i cu totul, singura salvată rămânând moscheea. Întreaga armată a fost masacrată, iar supraviețuitorii au fost luați prizonieri la Bagdad, teritoriul intrând din nou în posesia Imperiului Abbasid.